# Prosiměřice
Prosiměřice (en allemand : Prossmeritz) est un bourg (městys) du district de Znojmo, dans la région de Moravie-du-Sud, en République tchèque. Sa population s'élevait à 866 habitants en 2020.

## Géographie
Prosiměřice se trouve à 12 km au nord-est de Znojmo, à 45 km au sud-est de Brno et à 183 km au sud-est de Prague.
La commune est limitée par Žerotice et Vítonice au nord, par Stošíkovice na Louce à l'est et au sud-est, par Práče et Bantice au sud, par Těšetice au sud-ouest et par Kyjovice à l'ouest.

## Histoire
La première mention écrite de la localité date de 1226.